# Naoe Kanetsugu

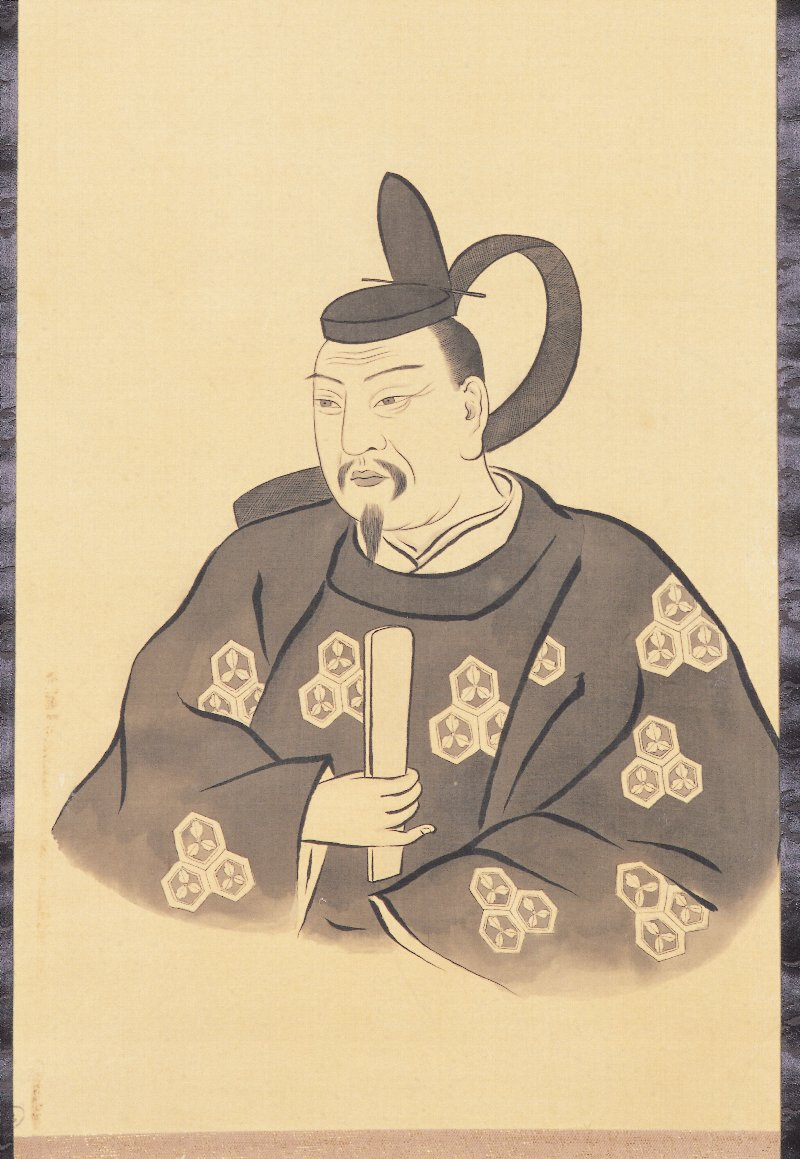
Naoe Kanetsugu

Naoe Kanetsugu (em japonês:  直江兼続 - 1560-23 de janeiro de 1620) foi um samurai japonês. Filho mais velho de Higuchi Kanetoyo, Kanetsugu se tornou famoso por seus serviços a duas gerações de Daimyo.
Kanetsugu nasceu Higuchi Yoroku, no Castelo de Sakato, na província de Echigo. Seu pai, Higuchi Sōemon Kanetoyo, serviu a Nagao Masakage, lorde do Castelo de Sakato. Quando atingiu a maioridade, casou com Osen, viúva de Naoe Nobutsuna, e mudou seu nome para Naoe Kanetsugu.

## Carreira Militar
Kanetsugu começou sua carreira militar servindo a Uesugi Kenshin, líder do clã Uesugi, quando este estava em conflito com Takeda Shingen, conhecido como o Tigre de Kai, na Batalha de Kawanakajima. Kanetsugu lutou ao lado de Kenshin, mas a batalha terminou em empate, e na Batalha de Tetorigawa contra Oda Nobunaga, fez um importante movimento que deu a vitória para os Uesugi. Alguns anos após esses eventos, Kenshin morreu, e Kanetsugu assumiu o clã, decidindo servir a Toyotomi Hideyoshi. Durante sua campanha com Toyotomi, Kanetsugu encontrou dois guerreiros que mais tarde serão seus principais aliados:Sanada Yukimura e Ishida Mitsunari. Após a morte de Hideyoshi, Tokugawa Ieyasu mobilizou seu exército para conquistar o país, mas Mitsunari e Kanetsugu ficaram contra Ieyasu, e Yukimura se juntou a eles. Kanetsugu venceu a Batalha de Hasedo contra Date Masamune, e Mitsunari havia derrotado os Tokugawa na Batalha de Kuisegawa, mas Mitsunari foi derrotado na Batalha de Sekigahara, e Kanetsugu desistiu de lutar contra Ieyasu e se rendeu para os Tokugawa.

## Cerco de Osaka
No Cerco de Osaka, Kanetsugu capturou a base de Sanada, que estava sendo defendida por Sanada Yukimura e no final da batalha teve que lutar contra Yukimura, a luta demorou muito e Yukimura venceu, mas ficou muito machucado. Após a vitória de Tokugawa em Osaka, Kanetsugu parou de lutar permanentemente e viveu pacificamente na Era Tokugawa.
Mais tarde em 1620, Kanetsugu morreu de velhice, e o Clã Uesugi foi passado para outros líderes.
Kanetsugu é também conhecido por seu título, Yamashiro no Kami (山城守).